# Moje Öholm
Mauritz "Moje" Öholm (ur. 21 grudnia 1883 – zm. 14 września 1954) – szwedzki łyżwiarz szybki, brązowy medalista mistrzostw świata i trzykrotny medalista mistrzostw Europy.

## Kariera
Pierwszy sukces w karierze Moje Öholm osiągnął w 1907 roku, kiedy zwyciężył podczas wielobojowych mistrzostw Europy w Davos. Wygrał tam biegi na 500 m, 1500 i 5000 m, a na dystansie 10 000 m zajął trzecie miejsce. Wynik ten powtórzył na rozgrywanych rok później mistrzostwach Europy w Klagenfurcie. Tym razem zwyciężał na dystansach 500 m, 5000 i 10 000 m, a w biegu na 1500 m był drugi za Oscarem Mathisenem z Norwegii. W tym samym roku był też trzeci podczas wielobojowych mistrzostw świata w Davos. W zawodach tych wyprzedzili go jedynie Oscar Mathisen i kolejny Norweg, Martin Sæterhaug. W poszczególnych biegach tylko raz znalazł się w pierwszej trójce - w biegu na 500 m był drugi za Johanem Vikanderem z Wielkiego Księstwa Finlandii. Ostatni medal zdobył w 1909 roku, zajmując trzecie miejsce na mistrzostwach Europy w Budapeszcie. Uplasował się tam za Oscarem Mathisenem i Thomasem Bohrerem z Austro-Węgier. We wszystkich biegach stawał tam na podium, zajmując drugie miejsce w biegu na 500 m oraz trzecie na pozostałych dystansach.